# 기본적 분석
기본적 분석(基本的 分析, 영어: fundamental analysis)은 기업의 재무제표, 건전성, 경영, 경쟁우위성, 경쟁상대, 시장 등을 분석하는 것이다. 선물이나 환율에 적용하는 경우에는 경제, 금리, 제품, 임금, 기업 경영의 전반적인 상황에 주목한다.
기본적 분석이란 용어는 다른 종류의 정량적인 분석이나 기술적 분석 등의 투자 분석과 구별하기 위해 사용되고 있다. 기본적 분석은 과거와 현재의 데이터를 이용해서 실적을 예상하는 데 사용된다.
개인 투자자는 장기 보유를 전제로 배당 등의 이율을 중시하는 입장을 취한다. 대형 기관 투자자인 각 은행의 평가 이익에도 관계하기 때문에 주가에 전혀 무관심한 것은 아니지만, 단기간의 오르내림에 일희일비하지 않는 접근 방식이다.

## 같이 보기
- 기술적 분석
- 펀더멘털
- 아노말리